# Kleinhögl
Kleinhögl ist ein Gemeindeteil der Gemeinde Piding im oberbayerischen Landkreis Berchtesgadener Land und staatlich anerkannter Erholungsort.

## Geographie
Das Dorf Kleinhögl liegt an der Kreisstraße BGL 7, die von Piding über den Högl nach Anger führt.

## Geschichte
Bis zu deren Auflösung 1978 gehörte Kleinhögl zur Gemeinde Högl. Im Zuge der Gebietsreform in Bayern kam Kleinhögl zur Gemeinde Piding, während der restliche, größere Teil der Gemeinde nach Anger eingemeindet wurde.
Baudenkmäler sind unter anderem die Filialkirche St. Johann und die Kapelle St. Maria aus dem Jahr 1701 auf dem Johannishögl (siehe Liste der Baudenkmäler in Piding).

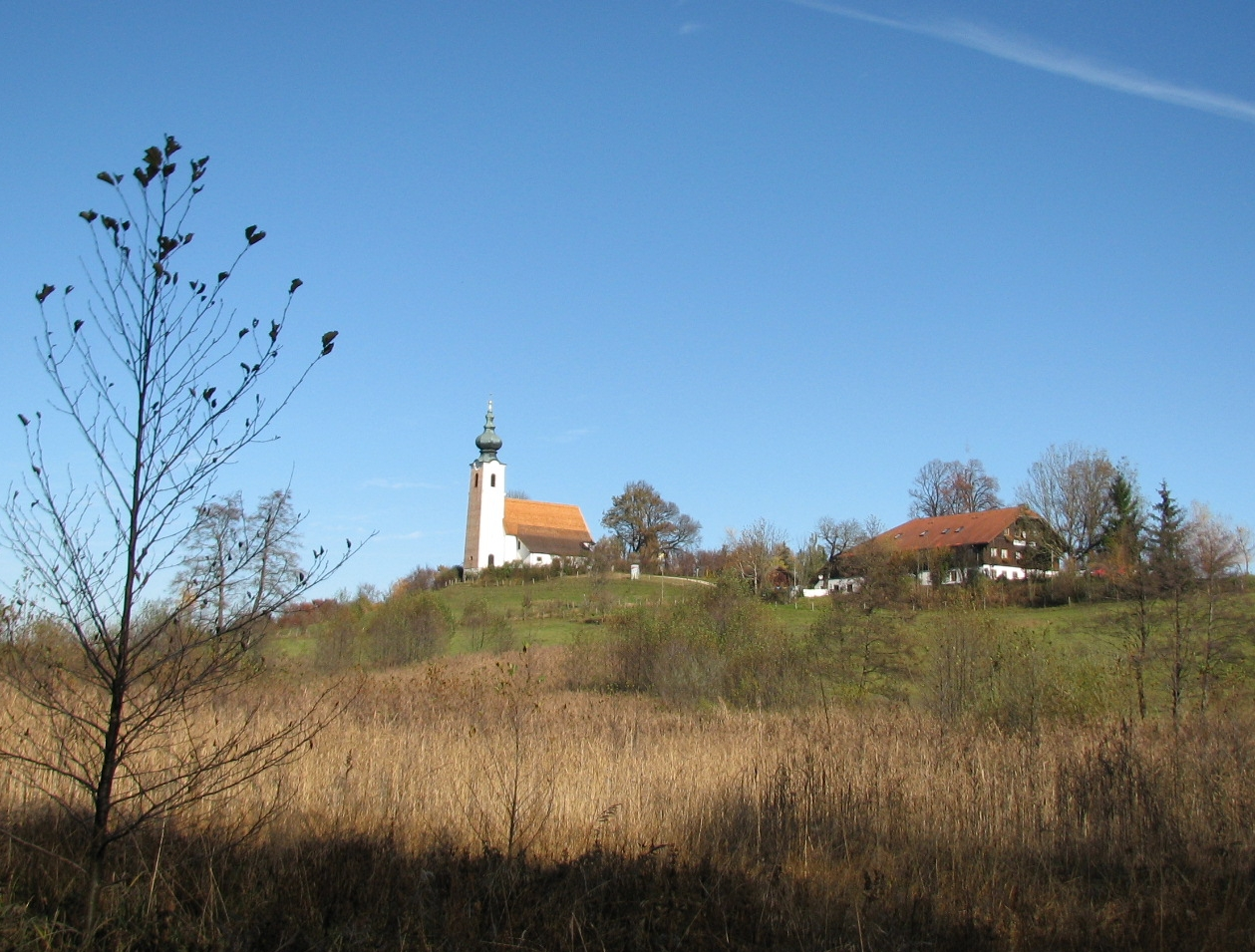
Filialkirche St. Johann und Gasthaus
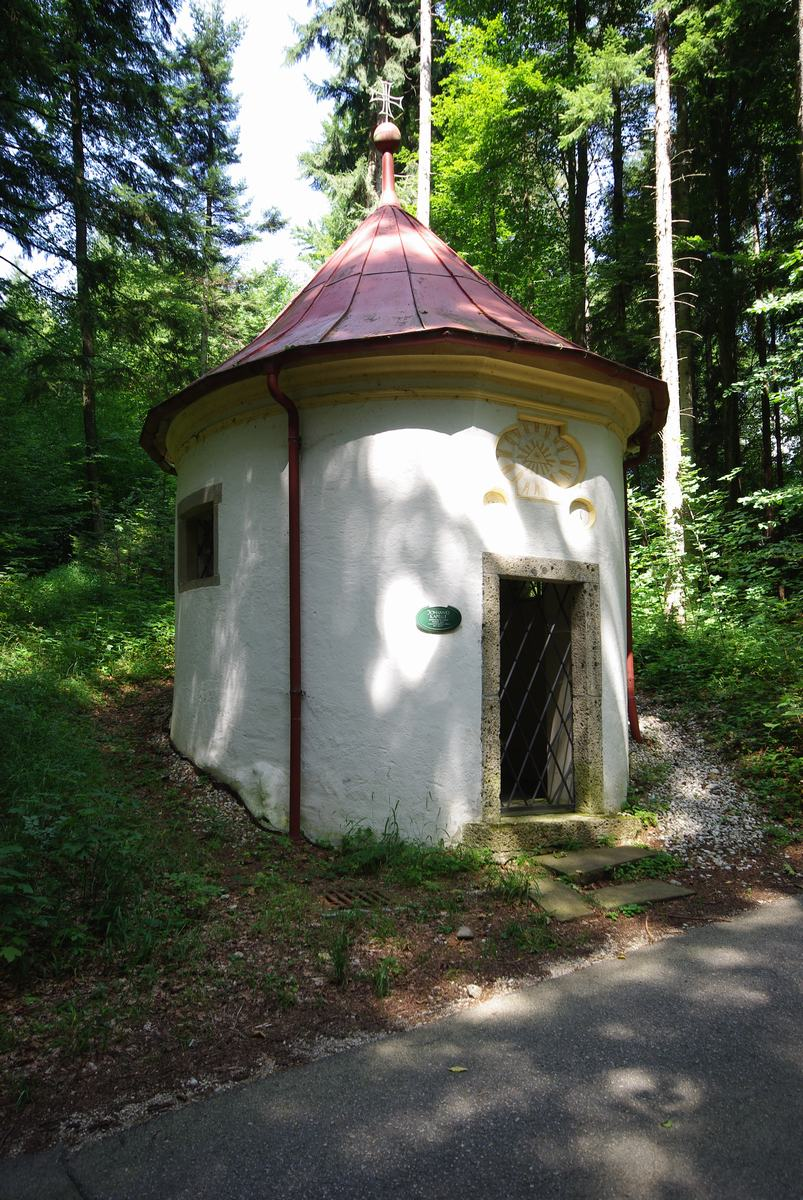
Kapelle St. Maria, sog. Johanniskapelle